# Кемпбеллспорт (Вісконсин)
Кемпбеллспорт (англ. Campbellsport) — селище (англ. village) в США, в окрузі Фон-дю-Лак штату Вісконсин. Населення — 1907 осіб (2020).

## Географія
Кемпбеллспорт розташований за координатами 43°35′51″ пн. ш. 88°16′50″ зх. д. / 43.59750° пн. ш. 88.28056° зх. д. (43.597498, -88.280592).  За даними Бюро перепису населення США в 2010 році селище мало площу 3,51 км², з яких 3,45 км² — суходіл та 0,06 км² — водойми.

## Демографія
Згідно з переписом 2010 року, у селищі мешкало 2016 осіб у 763 домогосподарствах у складі 504 родин. Густота населення становила 575 осіб/км².  Було 823 помешкання (235/км²).
Расовий склад населення:
| - 98,2 % — білих - 0,3 % — корінних американців - 0,2 % — чорних або афроамериканців - 0,2 % — азіатів |

До двох чи більше рас належало 1,0 %. Частка іспаномовних становила 1,0 % від усіх жителів.
За віковим діапазоном населення розподілялося таким чином: 24,6 % — особи молодші 18 років, 54,0 % — особи у віці 18—64 років, 21,4 % — особи у віці 65 років та старші. Медіана віку мешканця становила 40,8 року. На 100 осіб жіночої статі у селищі припадало 81,9 чоловіків;  на 100 жінок у віці від 18 років та старших — 75,7 чоловіків також старших 18 років.
Середній дохід на одне домашнє господарство  становив 62 046 доларів США (медіана — 55 104), а середній дохід на одну сім'ю — 71 590 доларів (медіана — 67 917). Медіана доходів становила 50 880 доларів для чоловіків та 34 929 доларів для жінок. За межею бідності перебувало 10,9 % осіб, у тому числі 18,2 % дітей у віці до 18 років та 10,0 % осіб у віці 65 років та старших.
Цивільне працевлаштоване населення становило 975 осіб. Основні галузі зайнятості: виробництво — 26,3 %, освіта, охорона здоров'я та соціальна допомога — 19,1 %, будівництво — 11,1 %, роздрібна торгівля — 6,7 %.